# 張哲平
張哲平（1958年12月10日—），中華民國空軍二級上將，臺灣桃園市人，籍貫湖南省零陵縣，畢業於治平國中、武陵高中、空軍官校63期（71年班），現任國防院戰略諮委，曾任總統府戰略顧問、國防大學校長、國防部軍政副部長、空軍司令、空軍副司令、空作部指揮官、空軍司令部政戰主任、空軍司令部副參謀長、空軍司令部計畫處長、空軍499聯隊（二聯隊）長。

## 生平
出生於桃園縣楊梅鎮，年少時期住在埔心金門新村70號。自幼聰慧，口才便給，深受鄰居喜愛。雖然自幼成績優異，卻不是死讀書型的書呆子，無論當年孩童中間流行的紙牌，彈珠，橡皮筋遊戲，多能稱霸一方，尤其擅長打彈子（撞球）。先後畢業於武陵高中第9屆、中華民國空軍軍官學校1982年班（71年班）、三軍大學（今國防大學）軍種指揮參謀教育1993年班（82年班）和三軍大學三軍聯合教育2004年班（93年班）。
2015年7月1日晉升中將後，2016年12月即接任空軍副司令，期間歷經兩重要空軍職位（空軍司令部政治作戰室政戰主任、空軍作戰指揮部指揮官）。2018年2月26日奉總統核定，升任空軍司令部司令，3月1日晉升二級上將。2019年6月27日國防部奉總統核定調任國防部軍政副部長，7月1日生效。2021年6月24日，國防部新聞稿公告，張哲平上將由軍政副部長之原職，調任為新任國防大學校長。此調任案於該年7月1日生效。

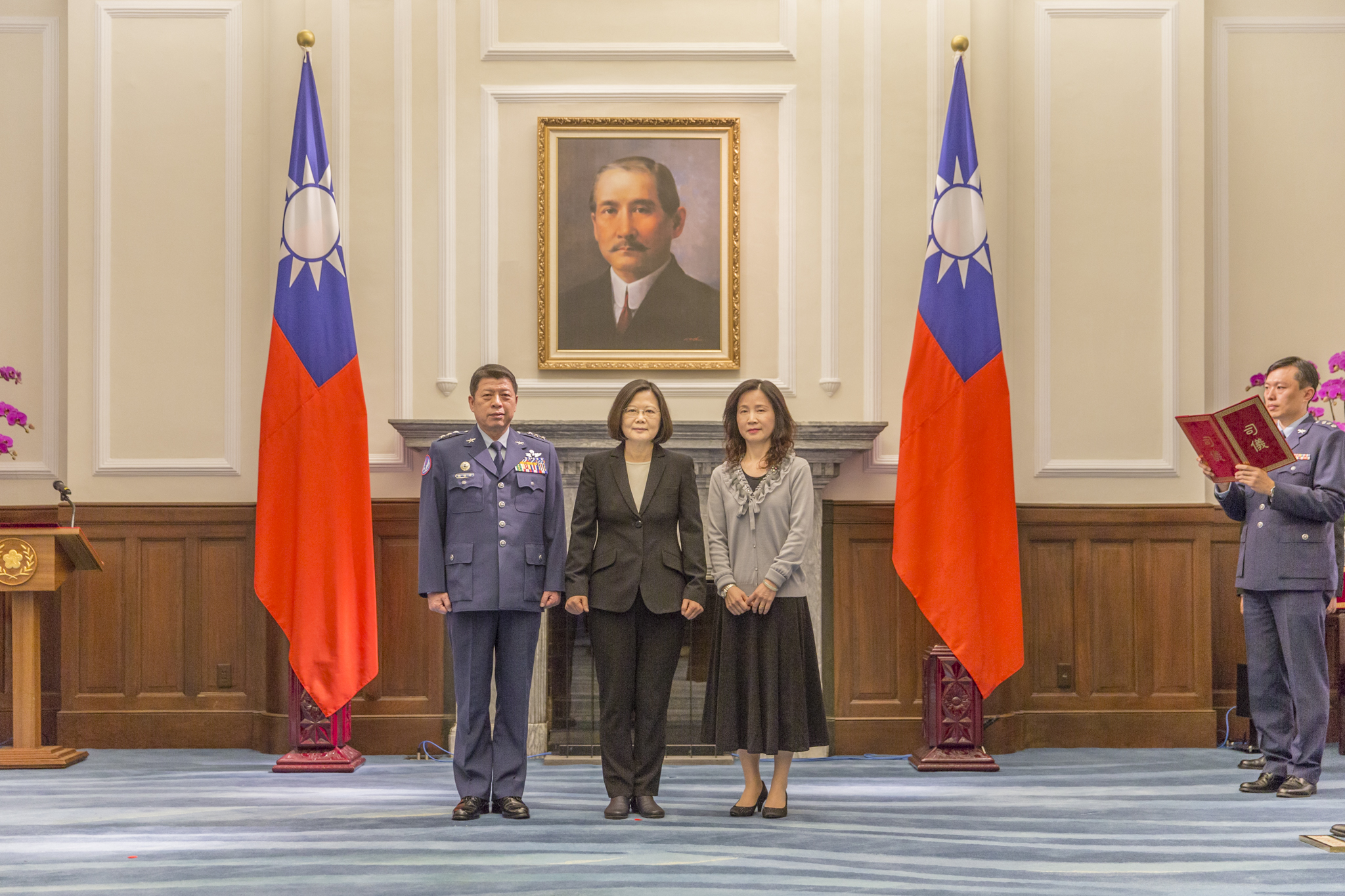
布達授階典禮

2022年6月14日，張哲平調任總統府戰略顧問，此調任案於該年6月16日生效。

### 發展組織罪案疑雲
2021年，時任國防大學校長的張哲平，遭疑捲入共諜案。經法務部調查局國家安全維護工作站蒐證，懷疑自2012年起，中國共產黨中央軍事委員會政治工作部廣州分局指派香港謝姓商人，透過退役空軍少將錢耀棟及退役中校魏先儀在台發展組織，接觸多名退役將領，其中包括前中華民國國防部副部長張哲平。全案涉及《國家安全法》發展組織罪，調查局報請臺灣臺北地方檢察署指揮偵辦中。
《鏡週刊》報導指出，檢調在偵辦另一起共諜案時向上溯源，鎖定謝姓商人吸收多名退役高階軍官，且發現這些退役軍官頻繁與現役學長、學弟聯繫，並邀約餐敘，部分受邀現役軍官因敏感度高，除拒絕外還主動向上通報。張哲平亦與謝姓商人安多次餐敘、遊湖，並曾單獨談話，張哲平夫人還被招待到香港旅遊，有嚴重國安疑慮。經國安單位深入追查，發現該共諜組織從馬英九政府執政時期開始布建，不但成功吸收多名三軍退將，還頻繁接觸張哲平，涉及的現、退役軍官階級都非常高，至少包含2位上將、2位少將、2位上校及1位中校，這些人大都熟知中華民國國軍軍事作戰佈署。原先張哲平被認為是接替黃曙光擔任中華民國參謀總長一職最有可能的人選，但國安系統認為事態嚴重，緊急建議時任總統蔡英文調整張哲平職務。
對於此案，張哲平本人表示，對於《鏡週刊》捕風捉影、穿鑿附會的報導內容，已對國軍、家人及個人造成極大的傷害，他感到非常遺憾；他擔任軍人數十載，平常即養成良好保密習性，不會針對軍中事務擅自發言，也會迴避談論公家事務，避免衍生不必要的誤會。張哲平鄭重澄清，有關家人赴中國大陸省親、旅遊均為自費；且他與同學、退伍袍澤、友人間聚餐等情事，也都嚴守保密要求及廉政相關規範，絕無不法言行。
國防部則回應，有關中共情工單位透過引介，意圖接觸國軍高階將領，國防部對此均設有保密管控作為，並沒有肇生洩密的情事。國防部強調，已積極強化官兵及軍眷反情報教育、並鼓勵檢舉，能有效遏止敵諜對台滲透，確保國家安全。

## 榮譽

### 中华民国勳章獎章
- 四等宝鼎勋章（2018年3月1日于台北忠勇营区颁授[10]）
- 三等云麾勋章（2019年7月2日于台北忠勇营区颁授[11]）
- 二等云麾勋章（2021年7月2日于桃园国防大学率真校区颁授[12]）
- 二等宝鼎勋章（2022年6月20日于總統府颁授[13]）